# Wanica (distrikt)

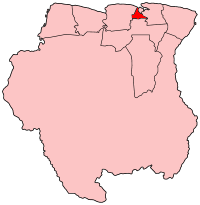
Distriktets läge.

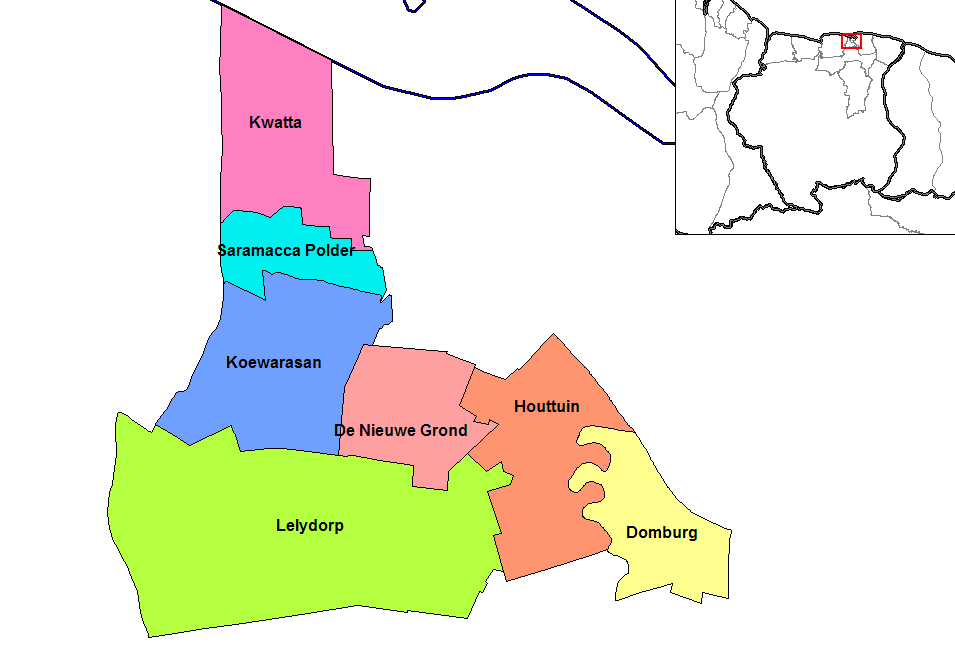
Distriktets ressorten.

Distriktet Wanica är ett av Surinams 10  distrikt (distrikten).

## Geografi
Distriktet ligger i landets nordöstra del, området har en yta på cirka 443 km² med cirka 86 000 invånare. Befolkningstätheten är 194 invånare / km².
Huvudorten är Lelydorp med cirka 16 000 invånare. orten är namngiven efter nederländske ingenjören Cornelis Lely.

## Förvaltning
Distriktet har ordningsnummer 10 och förvaltas av en distriktkommissarie (Districtscommissaris), ISO 3166-2-koden är "SR-WA".
Distriktet är underdelad i 7 kommuner (ressorten):
- Houttuin
- De Nieuwe Grond
- Lelydorp
- Kwatta
- Domburg
- Saramaccapolder
- Koewarasan